# Панамериканский Кубок по волейболу среди женщин 2019
18-й розыгрыш Панамериканского Кубка по волейболу среди женщин проходил с 6 по 14 июля 2019 года в двух городах Перу (Трухильо и Чиклайо) с участием 11 национальных сборных команд стран-членов NORCECA и CSV. Победителем в 7-й раз в своей истории и в 3-й раз подряд стала сборная США.

## Команды-участницы
Первоначально состав участников был скомплектован следующим образом:
- Перу (команда страны-организатора);
- США, Доминиканская Республика, Пуэрто-Рико, Канада, Куба, Мексика, Тринидад и Тобаго, Коста-Рика (8 лучших команд от NORCECA по континентальному рейтингу на 1 января 2019 года[2]);
- Бразилия, Аргентина, Колумбия (3 лучшие команды (помимо Перу) от CSV по международному рейтингу на 1 января 2019 года[3]).

От участия отказались Бразилии и Коста-Рика. Вместо Коста-Рики в число участников турнира была включена Гватемала.

## Система проведения турнира
11 команд-участниц на предварительном этапе разбиты на две группы, в которых играют в один круг. Приоритетом при распределении мест в группах является общее количество побед, затем количество набранных очков, соотношение выигранных и проигранных партий, соотношение игровых очков, результат личных встреч. За победы со счётом 3:0 команды получают по 5 очков, за победы 3:1 — по 4, 3:2 — по 3, за поражения 2:3 — по 2 очка, 1:3 — по 1, за поражения 0:3 очки не начисляются.
Победители групп напрямую выходят в полуфинал плей-офф. Команды, занявшие в группах 2-е и 3-и места, выходят в четвертьфинал и определяют ещё двух участников полуфинала. Полуфиналисты по системе с выбыванием определяют призёров первенства. Итоговое 5-е место разыгрывают проигравшие в четвертьфиналах. Итоговые 7—10-е места по также по системе плей-офф разыгрываются между командами, занявшими в группах предварительного этапа 4—5-е места.     

## Предварительный этап

### Группа А
Трухильо
| М | Команда                  | 1   | 2   | 3   | 4   | 5   | 6   | И | В | П | С/П  | О  |
| - | ------------------------ | --- | --- | --- | --- | --- | --- | - | - | - | ---- | -- |
| 1 | Доминиканская Республика |     | 3:2 | 3:2 | 3:0 | 3:2 | 3:0 | 5 | 5 | 0 | 15:6 | 19 |
| 2 | Аргентина                | 2:3 |     | 3:2 | 3:1 | 3:2 | 3:0 | 5 | 4 | 1 | 14:8 | 17 |
| 3 | Канада                   | 2:3 | 2:3 |     | 3:0 | 3:0 | 3:0 | 5 | 3 | 2 | 13:6 | 19 |
| 4 | Перу                     | 0:3 | 1:3 | 0:3 |     | 3:0 | 3:0 | 5 | 2 | 3 | 7:9  | 11 |
| 5 | Куба                     | 2:3 | 2:3 | 0:3 | 0:3 |     | 3:0 | 5 | 1 | 4 | 7:12 | 9  |
| 6 | Гватемала                | 0:3 | 0:3 | 0:3 | 0:3 | 0:3 |     | 5 | 0 | 5 | 0:15 | 0  |

6 июля
Аргентина — Канада 3:2 (25:27, 25:23, 25:21, 23:25, 19:17); Доминиканская Республика — Куба 3:2 (23:25, 19:25, 29:27, 25:18, 15:12); Перу — Гватемала 3:0 (25:9, 25:8, 25:9).
7 июля
Доминиканская Республика — Гватемала 3:0 (25:6, 25:8, 25:10); Канада — Куба 3:0 (25:19, 25:21, 25:22); Аргентина — Перу 3:1 (18:25, 25:21, 25:15, 25:19).
8 июля
Куба — Гватемала 3:0 (25:14, 25:13, 25:12); Доминиканская Республика — Аргентина 3:2 (17:25, 25:17, 21:25, 25:21, 16:14); Канада — Перу 3:0 (25:22, 25:14, 25:22).
9 июля
Аргентина — Гватемала 3:0 (25:12, 25:14, 25:7); Доминиканская Республика — Канада 3:2 (25:18, 25:27, 21:25, 25:14, 15:13); Перу — Куба 3:0 (25:20, 28:26, 25:10).
10 июля
Канада — Гватемала 3:0 (25:6, 25:5, 25:8); Аргентина — Куба 3:2 (25:23, 20:25, 25:18 26:28, 15:10); Доминиканская Республика — Перу 3:0 (25:22, 25:22, 25:18).

### Группа В
Чиклайо
| М | Команда           | 1   | 2   | 3   | 4   | 5   | И | В | П | С/П  | О  |
| - | ----------------- | --- | --- | --- | --- | --- | - | - | - | ---- | -- |
| 1 | США               |     | 3:1 | 3:0 | 3:0 | 3:0 | 4 | 4 | 0 | 12:1 | 19 |
| 2 | Пуэрто-Рико       | 1:3 |     | 3:1 | 3:0 | 3:0 | 4 | 3 | 1 | 10:4 | 15 |
| 3 | Колумбия          | 0:3 | 1:3 |     | 3:0 | 3:0 | 4 | 2 | 2 | 7:6  | 11 |
| 4 | Мексика           | 0:3 | 0:3 | 0:3 |     | 3:0 | 4 | 1 | 3 | 3:9  | 5  |
| 5 | Тринидад и Тобаго | 0:3 | 0:3 | 0:3 | 0:3 |     | 4 | 0 | 4 | 0:12 | 0  |

6 июля
Мексика — Тринидад и Тобаго 3:0 (25:15, 25:12, 25:7); США — Колумбия 3:0 (25:18, 25:18, 25:21).
7 июля
США — Тринидад и Тобаго 3:0 (25:14, 25:15, 25:13); Пуэрто-Рико — Колумбия 3:1 (25:21, 26:24, 23:25, 25:20).
8 июля
Пуэрто-Рико — Тринидад и Тобаго 3:0 (25:9, 25:13, 25:13); США — Мексика 3:0 (25:11, 25:18, 25:19).
9 июля
Колумбия — Тринидад и Тобаго 3:0 (25:8, 25:8, 25:8); Пуэрто-Рико — Мексика 3:0 (25:16, 25:21, 25:9).
10 июля
Колумбия — Мексика 3:0 (25:8, 25:11, 25:14); США — Пуэрто-Рико 3:1 (25:18, 25:20, 25:27, 25:19).

## Плей-офф за 7—10-е места
Чиклайо

### Полуфинал
12 июля
Куба — Мексика 3:0 (25:15, 25:23, 25:16).
Перу — Тринидад и Тобаго 3:0 (25:15, 25:10, 25:14).

### Матч за 9-е место
13 июля
Мексика — Тринидад и Тобаго 3:0 (25:17, 25:13, 25:8).

### Матч за 7-е место
13 июля
Перу — Куба 3:0 (25:20, 25:14, 25:19).

## Плей-офф за 1—6-е места
Трухильо

### Четвертьфинал
12 июля
Пуэрто-Рико — Канада 3:1 (30:28, 13:25, 27:25, 26:24).
Колумбия — Аргентина 3:0 (25:16, 25:16, 25:19).

### Матч за 5-е место
13 июля
Аргентина — Канада 3:1 (25:20, 25:23, 24:26, 25:20).

### Полуфинал
13 июля
США — Колумбия 3:0 (25:17, 25:14, 25:15).
Доминиканская Республика — Пуэрто-Рико 3:1 (25:16, 25:20, 27:29, 25:20).

### Матч за 3-е место
14 июля
Колумбия — Пуэрто-Рико 3:0 (25:21, 25:19, 25:21).

### Финал
| 14 июля 2019 | \| США \| 3:0 norceca.net \| Доминиканская Республика \| \| Ханна Тэпп (12) Мика Хэнкок (2) Мэдисон Кингдон (18) Брионн Батлер (7) Карста Лоу (16) Кэди Рольфзен (3) Джастин Вонг-Орантес (либеро) Кэтрин Пламмер (1) \| Голы \| Присилья Ривера (5) Аннерис Варгас (3) Ниверка Марте Фрика (1) Бетания де ла Крус (6) Лисвель Эве Мехия (2) Брайелин Мартинес (10) Джинейри Мартинес (5) Ларисмер Мартинес (либеро) Гайла Гонсалес (11) Йонкайра Пенья (1) Камиль Домингес Кандида Ариса (3) \| | Трухильо. «Coliseo Gran Chimú» 3000 зрителей |
| Счёт по партиям — 25:16, 25:21, 29:27. Время матча — 1 час 18 минут. Судьи: Хамес Кастильо Хускамайте, Рикардо Боррото Иглесиас.                          | | |
| США | 3:0 norceca.net | Доминиканская Республика |
| Ханна Тэпп (12) Мика Хэнкок (2) Мэдисон Кингдон (18) Брионн Батлер (7) Карста Лоу (16) Кэди Рольфзен (3) Джастин Вонг-Орантес (либеро) Кэтрин Пламмер (1) | Голы | Присилья Ривера (5) Аннерис Варгас (3) Ниверка Марте Фрика (1) Бетания де ла Крус (6) Лисвель Эве Мехия (2) Брайелин Мартинес (10) Джинейри Мартинес (5) Ларисмер Мартинес (либеро) Гайла Гонсалес (11) Йонкайра Пенья (1) Камиль Домингес Кандида Ариса (3) |

## Итоги

### Положение команд
| США                      |
| Доминиканская Республика |
| Колумбия                 |
| 4. Пуэрто-Рико           |
| 5. Аргентина             |
| 6. Канада                |
| 7. Перу                  |
| 8. Куба                  |
| 9. Мексика               |
| 10. Тринидад и Тобаго    |
| 11. Гватемала            |

### Призёры
США: Майка Хэнкок, Кэтрин Пламмер, Джастин Вонг-Орантес, Рэйчел Адамс, Мэдисон Кингдон, Гэбриэл Карри, Мэдисон Лилли, Вероника Джонс-Перри, Даниэль Куттино, Ханна Тэпп, Брионн Батлер, Кэди Рольфзен, Дженна Розенталь, Карста Лоу. Тренер — Роберт Браунинг.
  Доминиканская Республика: Аннерис Варгас Вальдес, Лисвель Эве Мехия, Камиль Домингес Мартинес, Ниверка Марте Фрика, Кандида Ариас Перес, Марифранчи Родригес, Присилья Ривера Бренс, Йонкайра Пенья Исабель, Джина Мамбру Касилья, Бетания де ла Крус де Пенья, Брайелин Мартинес, Гайла Гонсалес Лопес, Виелка Перальта Луна, Ларисмер Мартинес Каро. Тренер — Маркос Квик.
  Колумбия: Дарлевис Москера Дуран, Даяна Сеговия Эльес, Ана Карина Олайя Гамбоа, Валерин Карабали де ла Крус, Хулиана Торо Вильяда, Ивонн Монтаньо, Камила Гомес Эрнандес, Анхье Веласкес, Мария Алехандра Марин Верхельст, Мелисса Ранхель Паэс, Мария Маргарита Мартинес Мина, Аманда Конео Кардона, Вероника Пасос, Данна Паола Эскобар Лукуми. Тренер — Антонио Ризола Нето.

### Индивидуальные призы
| - MVP Майка Хэнкок - Лучшие нападающие-доигровщики Кэди Рольфзен Брайелин Мартинес - Лучшие центральные блокирующие Ханна Тэпп Валерин Карабали - Лучшая связующая Майка Хэнкок - Лучшая диагональная нападающая Паулина Прието | - Лучшая либеро Джастин Вонг-Орантес - Лучшая на подаче Вильмари Ривера - Лучшая на приёме Джастин Вонг-Орантес - Лучшая в защите Камила Гомес - Самая результативная Паулина Прието |